# 등쪽뼈사이근 (발)
등쪽뼈사이근(dorsal interossei) 또는 배측골간근(背側骨間筋)은 발허리뼈 사이에 위치한 네 개의 근육이다. 위치상 구분했을 때 발바닥의 넷째 층, 또는 뼈사이모음근칸(interosseoadductor compartment)에 존재한다.

## 구조
네 개의 등쪽뼈사이근은 각각 서로 인접한 발허리뼈 몸쪽 절반에서 두 갈래로 기시하는 깃근육 형태이다. 첫째 등쪽뼈사이근은 첫째와 둘째 발허리뼈의 몸통면에서, 둘째 근육은 둘째와 셋째 발허리뼈의 몸통면에서, 셋째 근육은 셋째와 넷째 발허리뼈 몸통면에서, 넷째 근육은 넷째와 다섯째 발허리뼈 몸통면에서 일어난다.
각 등쪽뼈사이근은 두 갈래로 기시한 뒤, 서로 중간에서 만나 중심 힘줄을 형성한다. 중심의 힘줄은 앞쪽으로 주행하여 깊은가로발허리인대를 지나간다. 힘줄은 둘째, 셋째, 넷째 몸쪽발가락뼈의 바닥과 긴발가락폄근 힘줄의 널힘줄에 닿는다. 이때 발가락의 폄근널힘줄(extensor hood)에는 붙지 않는다.
따라서 첫째 등쪽뼈사이근은 둘째 몸쪽발가락뼈 안쪽 측면에 닿는다. 나머지 둘째, 셋째, 넷째 등쪽뼈사이근은 각각 둘째, 셋째, 넷째 발가락 몸쪽발가락뼈 가쪽 측면에 닿는다.
혈액을 공급하는 동맥은 활꼴동맥, 활꼴동맥의 가지인 등쪽발허리동맥들, 깊은발바닥동맥활의 가지인 바닥쪽발허리동맥들이다.

### 신경 분포
모든 등쪽뼈사이근은 가쪽발바닥신경(S2-3)의 지배를 받는다. 넷째 근육은 얕은가지가, 나머지 근육들은 깊은가지가 분포한다. 첫째와 둘째 등쪽뼈사이근은 깊은종아리신경 가쪽가지의 지배를 추가적으로 받는다.

### 위치 관계
가쪽 세 개의 등쪽뼈사이근에서, 두 근육 갈래 사이에 형성된 공간으로 관통동맥이 지나가 발등으로 향한다. 첫째 등쪽뼈사이근의 두 근육 갈래 사이 공간으로는 발등동맥의 깊은발바닥가지가 지나가 발바닥으로 들어간다.

## 작용
등쪽뼈사이근은 셋째와 넷째 발가락의 발허리발가락관절에서 발가락을 벌린다. 한편 둘째 발가락의 경우 양쪽 측면에 모두 등쪽뼈사이근이 하나씩 붙어 있으므로, 이 근육들이 동시에 수축하면 둘째 발가락은 움직이지 않는다. 이러한 등쪽뼈사이근의 배열 때문에 발에서는 둘째 발가락이 정중선의 역할을 한다. 이와는 대조적으로 손의 등쪽뼈사이근은 셋째 손가락 양쪽에 두 개가 붙어 있으므로, 손의 정중선 역할은 셋째 손가락이 맡게 된다.
발에서 벌림은 중요성이 그리 크지 않으나, 등쪽뼈사이근은 바닥쪽뼈사이근과 함께 발허리발가락관절의 굽힘을 일으킨다. 등쪽뼈사이근은 비록 크기는 작지만 힘이 강해, 격렬한 활동 동안 발가락의 방향을 조절하여 굽힘근의 작용을 원활히 한다.
한편 발허리발가락관절과의 위치 관계로 인해, 뼈사이근은 앞발허리활(anterior metatarsal arch)을 유지하는 데에 기여한다. 또한 발의 안쪽세로활과 가쪽세로활(medial and lateral longitudinal arches) 형성에도 제한적으로 관여한다.

## 추가 이미지
- 오른발 발등쪽의 뼈

## 같이 보기
- 뼈사이근